# Bakırköyspor
Maillots
Bakırköyspor est un club turc de football basé à Istanbul.
Le club évolue en première division pendant trois saisons, de 1990 à 1993. Il se classe sixième du championnat lors de la saison 1990-1991, avec 12 victoires, 7 nuls et 11 défaites, ce qui constitue sa meilleure performance.

## Historique
- 1949 : fondation du club

## Parcours
- Championnat de Turquie : 1990-1993
- Championnat de Turquie D2 : 1985-1990, 1993-2001
- Championnat de Turquie D3 : 1984-1985
- Championnat de Turquie D4 : 2001-2007